# Nephodia satyrata
Nephodia satyrata är en fjärilsart som beskrevs av W. Warren 1900. Nephodia satyrata ingår i släktet Nephodia och familjen mätare. Inga underarter finns listade i Catalogue of Life.